# YACHT (banda)

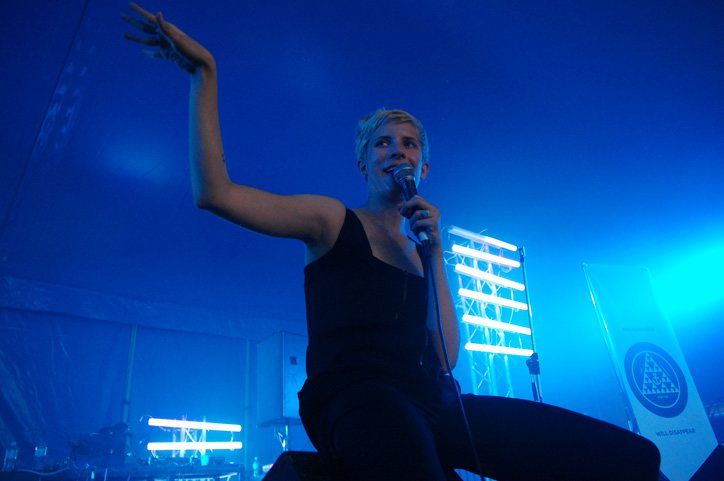
Yacht em Wellington Square no ano 2008

YACHT, ou Y△CHT, utilizando a letra grega no lugar do "A", é um projeto solo de  música eletrônica de Jona Bechtolt, atualmente ele conta com a colaboração de Claire L. Evans. Jona Bechtolt, nascido Jonathan Warren Bechtolt em 2 de Dezembro de 1980, Astoria, Oregon, EUA, utiliza o nome YACHT desde 2003.
A música de Jona combina composições indie com arranjos eletrônicos, a partir do disco "I Believe in You. Your Magic Is Real" nota-se a  influencia de artistas como Max Tundra. Atualmente o YACHT está na DFA Records, gravadora de James Murphy do LCD Soundsystem.
A musica "Psychic City (Classixxx Remix)" Pode ser ouvida no filme "Projeto X" , na rádio " Radio Mirror Park " do jogo Grand Theft Auto 5 , e também foi tocada no NYFW F/W2011 (New York Fashion Week). Devido ao NYFW a musica se encontra no Album "Sounds from the front row 3 ".

## Discografia
Discos solo de Jona Bechtolt como YACHT:
- Mike's Crest (2003 States Rights Records)
- Super Warren MMIV (2004 States Rights Records)
- MEGA (2005 Marriage Records)
- Our Friends In Hell (2007 States Rights Records)
- I Believe in You. Your Magic Is Real (2007 Marriage Records)
- Summer Song EP (2008 DFA Records)
- See Mystery Lights (2009 DFA Records)